# Barling
Barling è una città nella contea di Sebastian, nello Stato americano dell'Arkansas. Nel censimento del 2010 aveva una popolazione di 4.176 abitanti e una densità abitativa di 0,07 abitanti per km².

## Geografia fisica
Barling si trova alle coordinate 35°19′22″N 94°18′02″W.
Barling ha una superficie totale di 57,10 km² dei quali 56,80 sono di terra ferma e 0,30 km² sono di acqua.